# Андре Онана
Андре Онана (на френски: André Onana) е камерунски футболист, вратар, който играе за Манчестър Юнайтед.

## Кариера
Онана започва да тренира футбол във футболната академия на камерунската звезда Самюел Ето'о. На 13-годишна възраст преминава в академията на Барселона. През юли 2015 г. преминава в Аякс. Играе и за младежкия тим на амстердамци. През май 2017 г. удължава договора си до 2021 г.

## Личен живот
Неговият братовчед Фабрис Ондоа също е вратар.